# Blars
Blars ist eine französische Gemeinde mit 135 Einwohnern (Stand 1. Januar 2022) im Département Lot in der Region Okzitanien (vor 2016: Midi-Pyrénées). Die Gemeinde gehört zum Arrondissement Gourdon (bis 2016: Arrondissement Cahors) und zum Kanton Causse et Vallées.
Die Herkunft des Namens der Gemeinde ist ein Besitz des Germanen Belard. In den mittelalterlichen Schriften wird der Ort als Blaserio, Blarcio, Blars oder Albars erwähnt. Die letzte Form führt zur alternativen Theorie, dass Blars seinen Ursprung in einem Landgut des Albarus hat.
Die Einwohner werden Blarsiens und Blarsiennes genannt.

## Geographie
Blars liegt circa 35 Kilometer südöstlich von Gourdon und circa 25 Kilometer nordöstlich von Cahors in der historischen Provinz Quercy im Regionalen Naturpark Causses du Quercy.
Umgeben wird Blars von den sechs Nachbargemeinden:
|                  | Quissac-en-Quercy                           | Espédaillac        |
| Sénaillac-Lauzès | Kompassrose, die auf Nachbargemeinden zeigt | Marcilhac-sur-Célé |
| Orniac           | Sauliac-sur-Célé                            |                    |

Obwohl an mehreren Stellen das Wasser aus der Erde tritt, durchquert kein Fließgewässer das Gebiet der Gemeinde.

## Geschichte
Die Kirche von Blars war im Besitz der Abtei der Benediktiner in Marcilhac-sur-Célé gewesen, als vor dem Ende des 11. Jahrhunderts Barasc de Thémines, der Grundherr von Blars, sie sich widerrechtlich aneignete. Bevor Barasc im Heiligen Land starb, beauftragte er den Bischof von Cahors in einem Brief, seine Eltern zu verpflichten, die Kirche wieder zurückzugeben. Gegen eine gewisse Zahlung durch den Abt wurde in Blars wieder ein Priorat eingesetzt. Dieses wurde 1193 und erneut erst 1547 erwähnt, als das Priorat an Jean d’Hébrard übergeben wurde. Edmond Albe vermutet, dass die Gebäude des Priorats während des Hundertjährigen Kriegs verschwanden.

## Einwohnerentwicklung
Nach Beginn der Aufzeichnungen stieg die Einwohnerzahl bis zur Mitte des 19. Jahrhunderts auf einen Höchststand von rund 610. In der Folgezeit sank die Größe der Gemeinde bei kurzen Erholungsphasen bis zur Jahrtausendwende auf rund 115 Einwohner, bevor sich eine Phase mit moderatem Wachstum einstellte, die heute noch anhält.
| Jahr      | 1962 | 1968 | 1975 | 1982 | 1990 | 1999 | 2006 | 2011 | 2022 |
| --------- | ---- | ---- | ---- | ---- | ---- | ---- | ---- | ---- | ---- |
| Einwohner | 148  | 144  | 134  | 131  | 138  | 117  | 126  | 127  | 135  |

## Sehenswürdigkeiten

### PfarrkircheSaint-Laurent
Die bildhauerischen Verzierungen am Eingangsportal des südlichen Arms des Querschiffs erlauben es, die Errichtung der Apsis und des Querschiffs auf die Mitte des 12. Jahrhunderts zu datieren. Das Langhaus wurde bei einem Brand im 19. Jahrhundert zerstört und wurde in den Jahren 1886 und 1887 im neuromanischen Stil neu gebaut.
Die Kirche ist aus schönem Mauerwerksverband mit Werksteinen gebaut. Die Apsis und die beiden Apsidiolen sind mit Kesselgewölbe und Tonnengewölbe ausgestattet, die beiden Arme des Querschiffs mit Tonnengewölbe und die Vierung mit einer oktogonalen Kuppel auf vier Pendentifs. Nur die Bogen der Vierung zeigen eine spitze Gewölbelinie. Im rechten Teil des Chors führen zwei Türen mit Rahmen in Form von dicken Wülsten zu Zwischenräumen zwischen Apsis und Apsidiolen. Eine Spindeltreppe in der Ecke zwischen Langhaus und südlichem Arm des Querschiffs erlaubt den Aufstieg zum Glockenturm aus moderner Zeit. Eine zweite, gerade Treppe ist heute nicht zugänglich. Sie war in der Wand des nördlichen Arms des Querschiffs eingebaut.
Zwei der Konsolen des südlichen Absidiole tragen einen Mann und eine Frau eng beieinander und ein monströses Wesen, das auf den Schultern eines Mannes sitzt. Unbearbeitete Köpfe erscheinen auf einigen Konsolen der Arme des Querschiffs. Die Kapitelle im Kircheninneren sind hauptsächlich mit stilisierten Blättern geschmückt, in denen sich menschliche Köpfe vermischen. Ein Kapitell von mittelmäßiger Ausführung stellt eine Figur dar, die zwischen zwei Löwen hockt, deren Vorderbeine auf einem menschlichen Kopf stehen. Die Bearbeitung der beiden Kapitelle am Eingang der südlichen Apsidiole ist von besserer Qualität. Das eine zeigt zwei sich gegenüberstehende Löwen, das andere die Gestalt des von Dämonen gequälten Geizhalses. Die Archivolte des Eingangsportals ist mit Pflanzenrankwerk verziert und die Wulst des Bogens ist verdreht. Die Blätter der beiden korinthischen Kapitelle sind als Palmetten mit Laubkugeln an deren Enden ausgestaltet. Zwei Atlanten tragen die Abakusse. In den Reliefs könnten Episoden von Simson herausgelesen werden. Sie zeigen einen Mann, der mit Löwen kämpft und von Seilen umgeben ist. In den Fenstern der südlichen Absidiole sind Spuren von Bemalungen erhalten, insbesondere ein rotes Laub auf weißem Grund.
Das Querschiff, die Apsis und die Apsidiolen sind seit dem 14. April 1926  als Monument historique eingeschrieben.

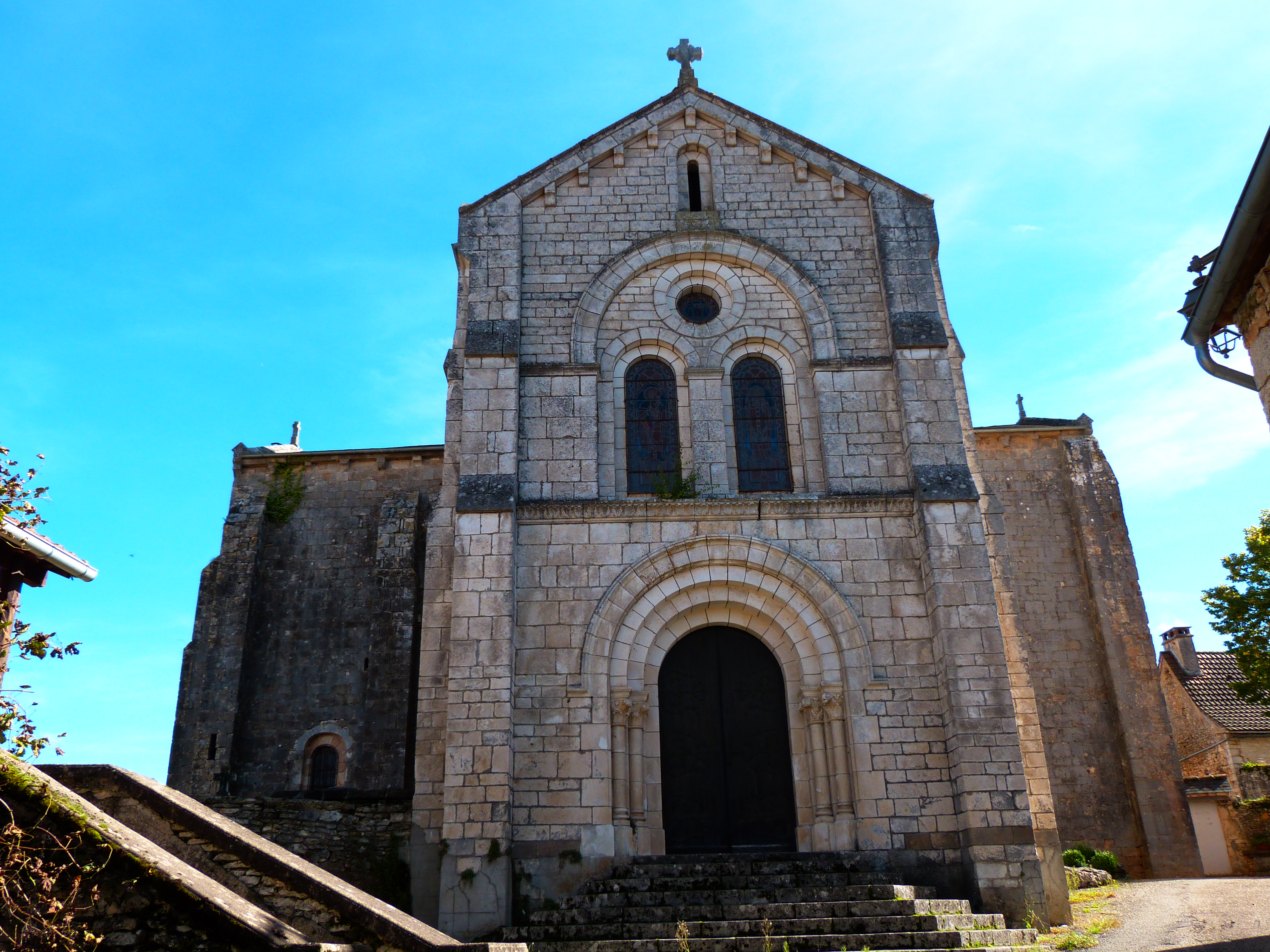
Westfassade
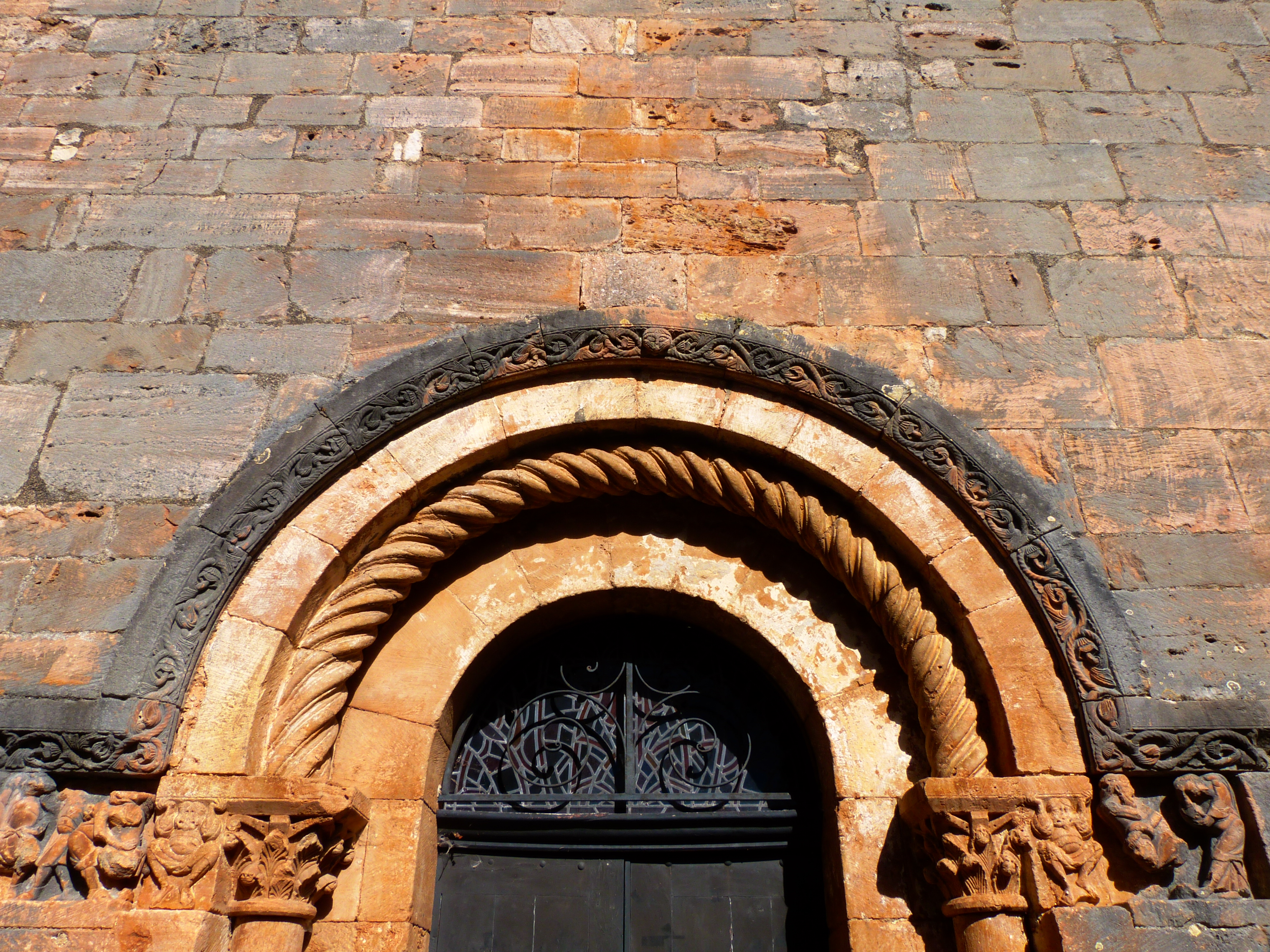
Eingangsportal an der Südseite des Querschiffs
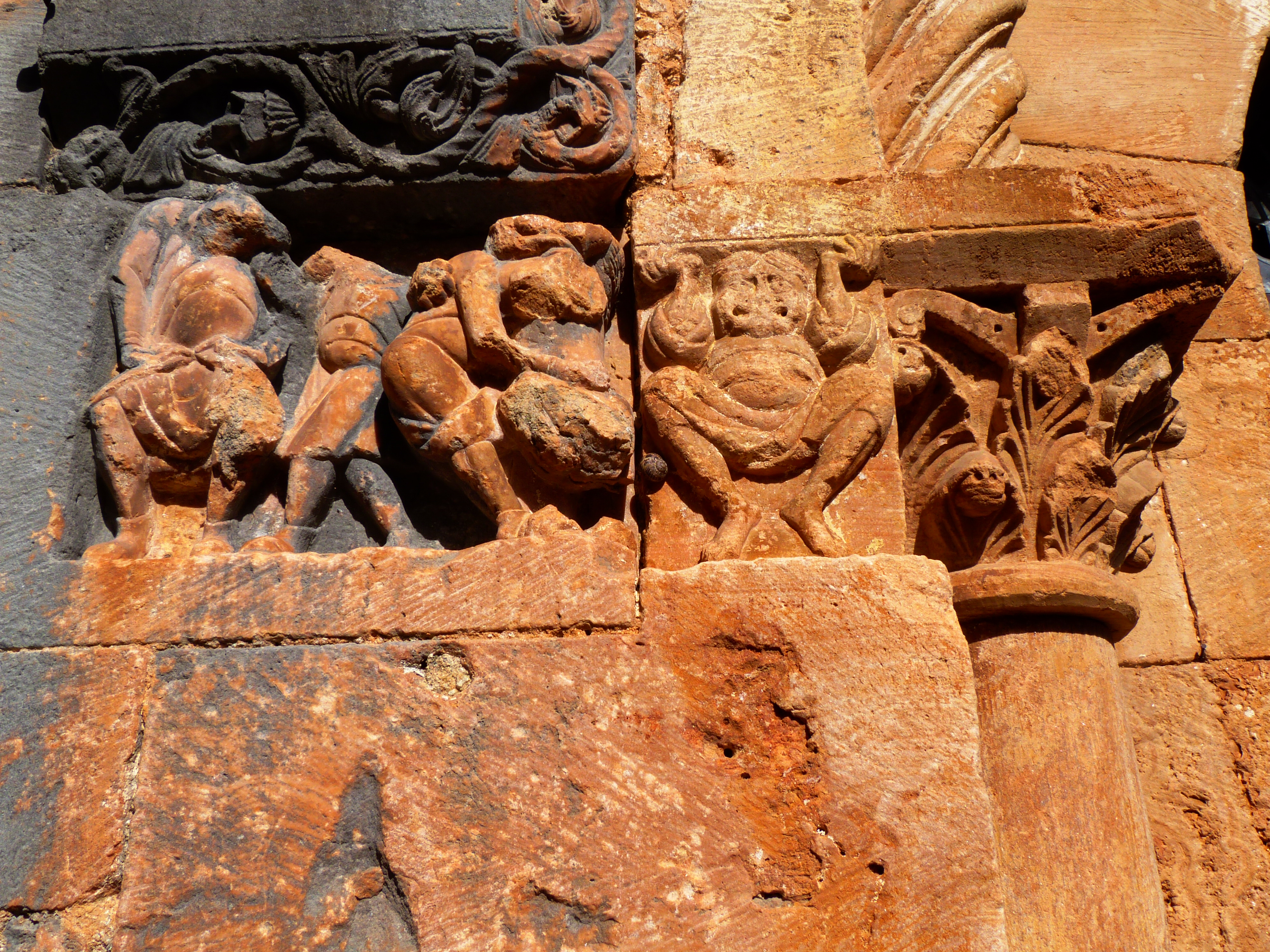
Verzierung am südlichen Eingangsportal
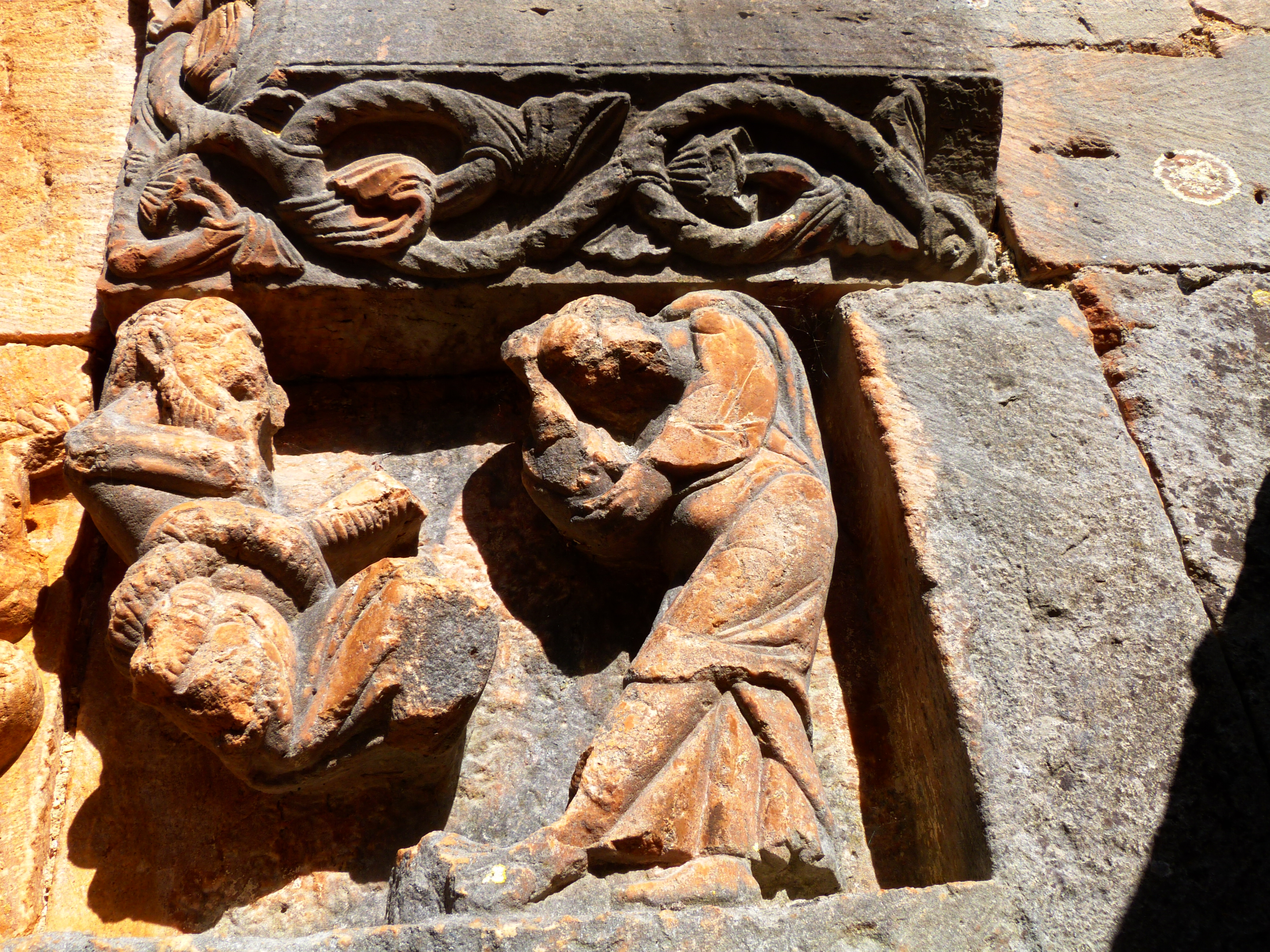
Verzierung am südlichen Eingangsportal
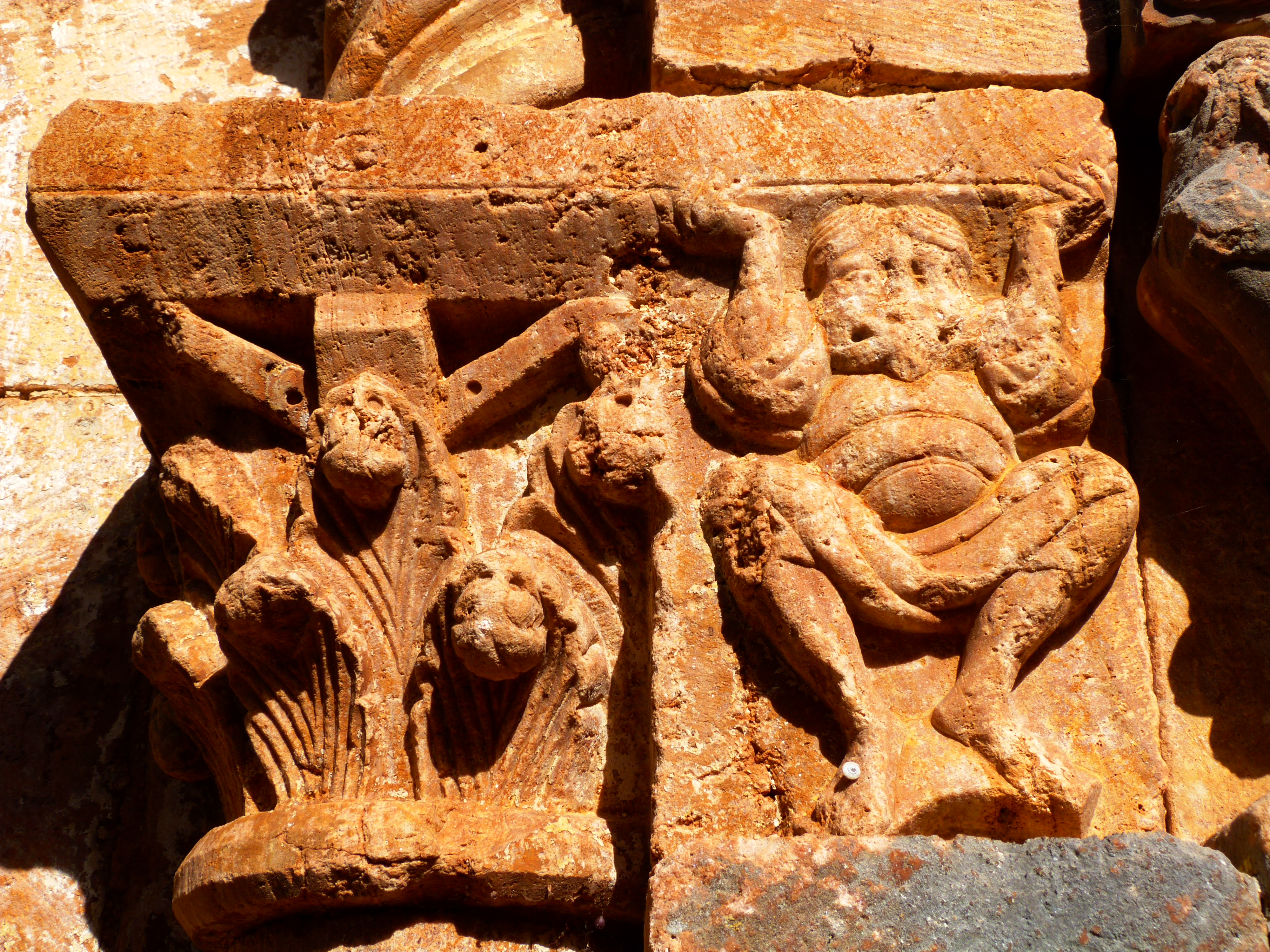
Verzierung am südlichen Eingangsportal

### Grotte du Cuzoul
Archäologische Funde ergaben eine Nutzung der Höhle in der Mittelsteinzeit. Sie ist teilweise seit dem 14. April 1994 als Monument historique eingeschrieben.

## Wirtschaft und Infrastruktur

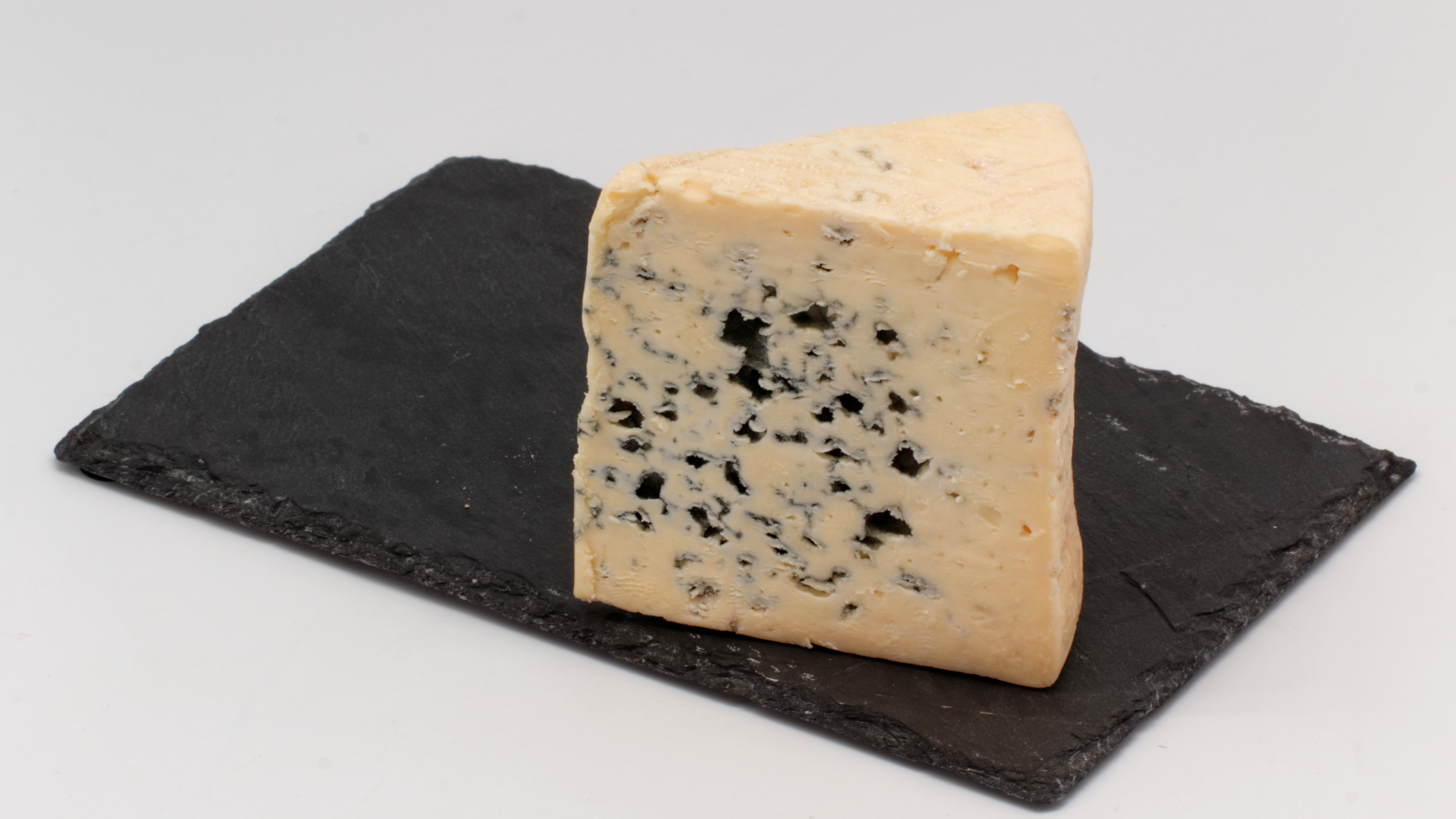
Blauschimmelkäse Bleu des Causses
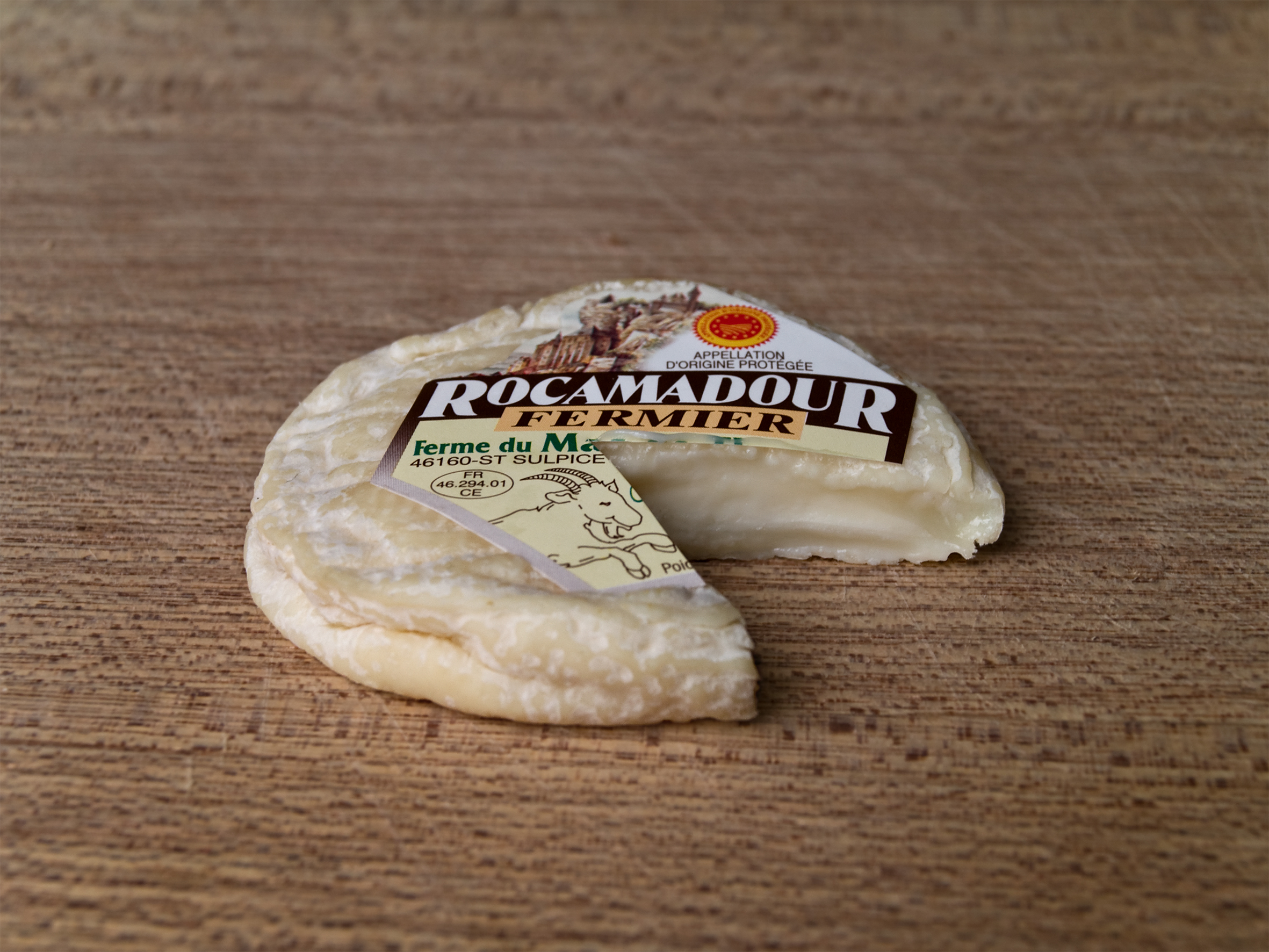
Rocamadour-Käse

Blars liegt in den Zonen AOC des Blauschimmelkäses Bleu des Causses und des Rocamadour, eines Käses aus Ziegenmilch.

### Verkehr
Blars ist erreichbar über die Routes départementales 17, 40 und 653, der ehemaligen Route nationale 653.